# Wilhelm Feuerherdt
Wilhelm Feuerherdt (* 6. Juni 1895 in Leipzig; † 10. Juli 1932 in Dessau) war ein Dessauer Sozialdemokrat und Antifaschist.

## Leben
Wilhelm Feuerherdt wurde am 6. Juni 1895 in Leipzig geboren. Er hatte nach dem Besuch der Schule Schlosser und Maschinenbauer gelernt und arbeitete in den Dessauer Junkerswerken als Ingenieur. Während des Ersten Weltkriegs diente er in einem Seebataillon.
Politisch engagierte sich Feuerherdt in der Sozialdemokratischen Partei, im Allgemeinen freien Angestelltenbund und er führte eine Hundertschaft im Reichsbanner Schwarz-Rot-Gold.
Bei einer Rückfahrt von einer Kundgebung in Zerbst kam es in der Nacht vom 9. auf den 10. Juli 1932 vor dem Schweizerhaus in Dessau-Ziebigk zu einer Auseinandersetzung zwischen seiner Reichsbannergruppe und einer Gruppe Nationalsozialisten, welche im Schweizerhaus ihr Stammlokal hatten. Aus einem Wortwechsel wurde eine handfeste Schlägerei und es kam zu Schusswechseln und Angriffen mit Hieb- und Stichwaffen.
In dieser Nacht wurden insgesamt acht Männer, darunter fünf weitere Mitglieder seiner Reichsbannergruppe, teils schwer verletzt in ein Dessauer Krankenhaus eingeliefert. Wilhelm Feuerherdt erlag noch in der Nacht seine schweren Stichverletzungen im Gesicht und im Rücken.

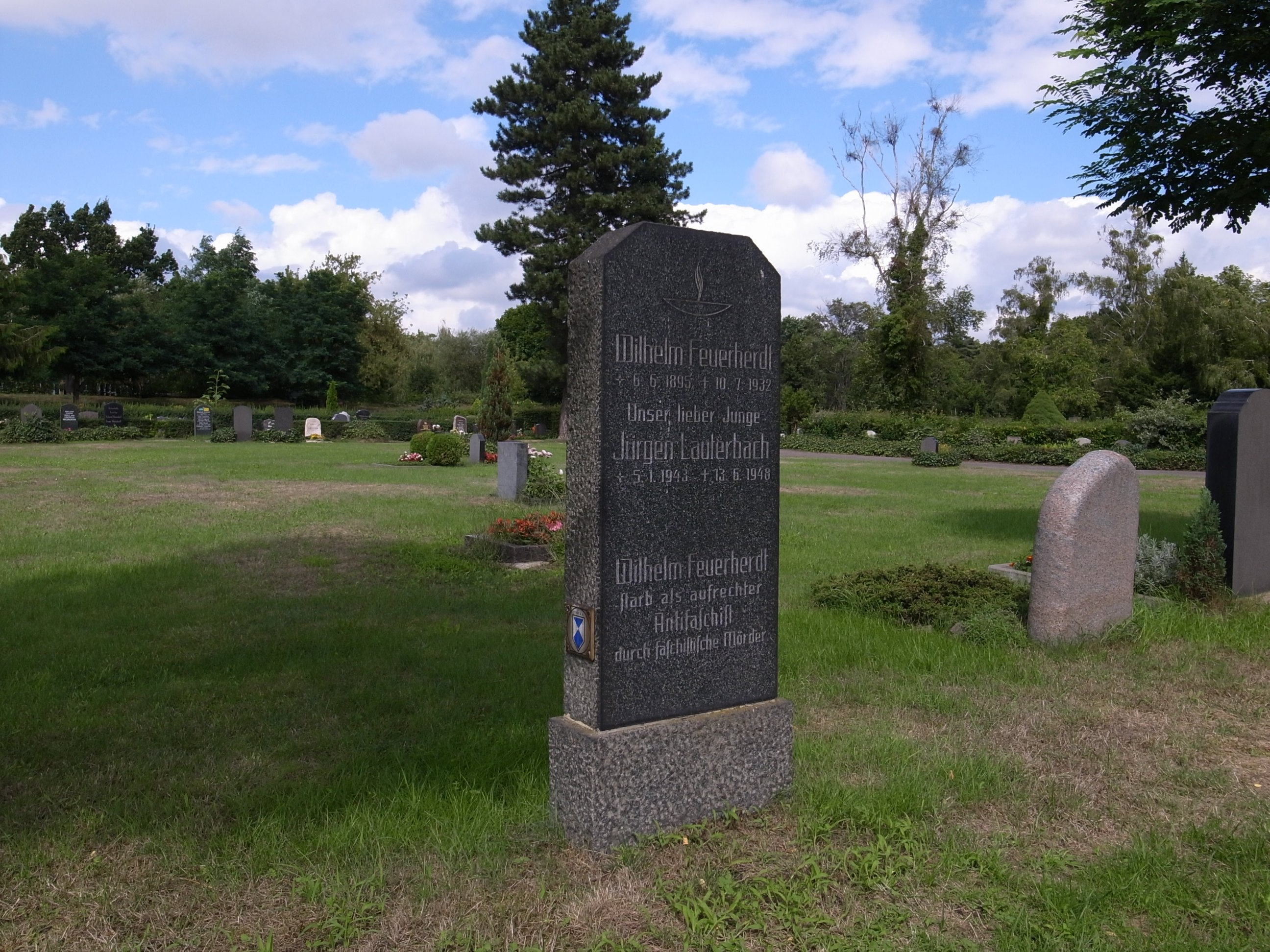
Ruhestätte auf dem Friedhof 1 in Dessau

Am 13. Juli 1932 wurde sein Leichnam im Garten des Dessauer SPD-Hauses Tiovoli aufgebahrt und anschließend folgten tausende Anhalter dem Sarg auf dem Weg zum Krematorium in der Heidestraße. Das Urnengrab befindet sich auf dem Dessauer Friedhof I. Die Staatsanwaltschaft leitete eine Untersuchung ein, in der sich die wachsende Anpassung von Beamten widerspiegelt. Am 23. September 1932 wurden die Ermittlungen zu den Todesumständen Feuerherdts beendet und als ergebnislos bezeichnet. Außerdem wurde erklärt, dass die Nationalsozialisten in Notwehr gehandelt hätten und die Schuld für das Geschehene bei den Reichsbannerleuten liege. Der Witwe teilte der Erste Staatsanwalt Erich Lämmler mit, dass ihr Mann durch „einen rechtswidrigen Angriff auf andere“ seinen Tod selbst verschuldet habe.

## Würdigungen

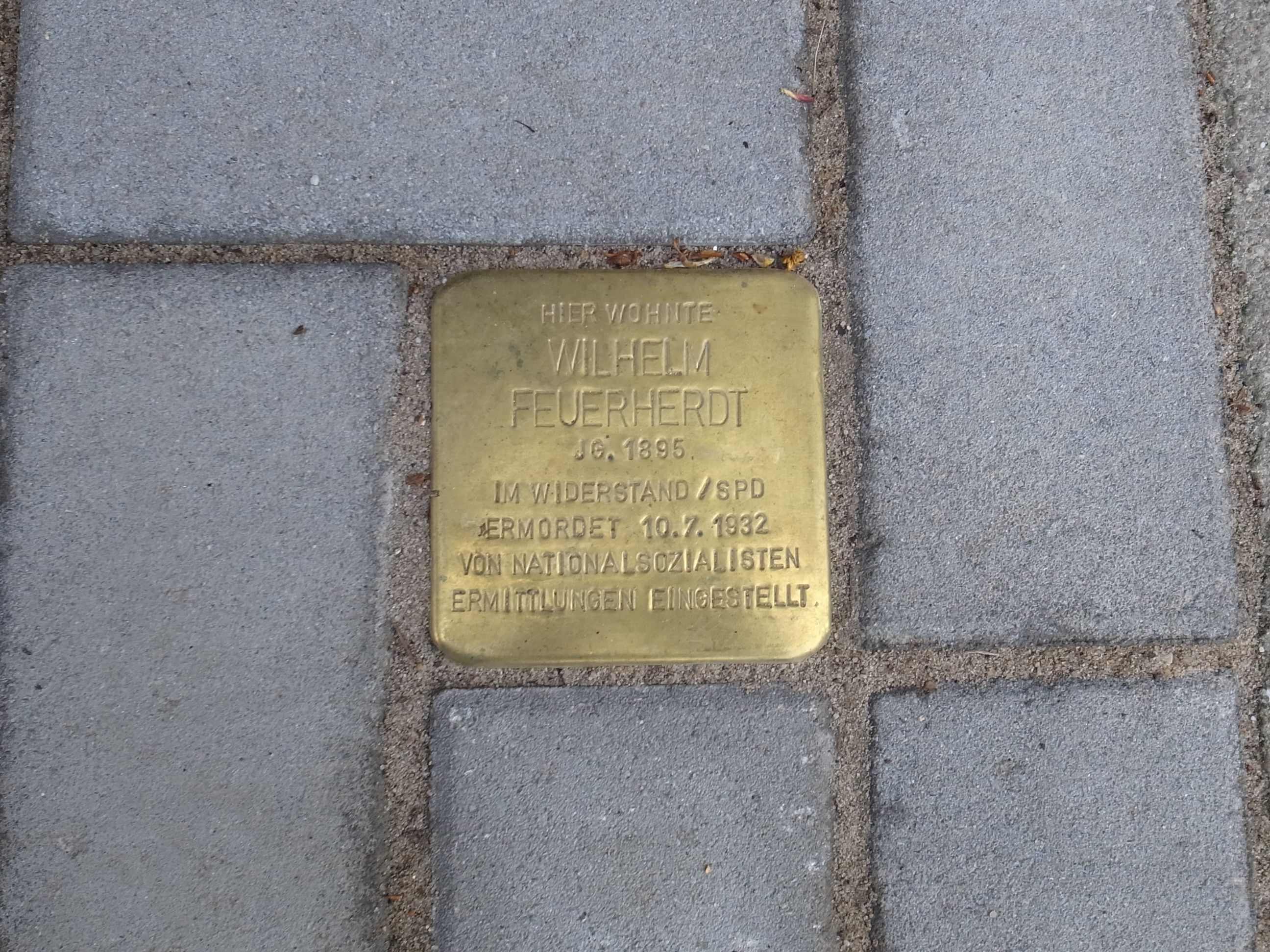
Stolperstein für Wilhelm Feuerherdt in Dessau-Roßlau

Eine Straße im Ortsteil Waldersee und ein Platz im Ortsteil Mildensee sind heute nach ihm benannt. Am 26. März 2014 wurde vor Feuerherdts letztem Wohnhaus am Lindenplatz 5 in Dessau ein Stolperstein für ihn verlegt.